# Prudhomme Lake Provincial Park
Der Prudhomme Lake Provincial Park ist ein nur rund 7 Hektar (ha) großer Provincial Park an der Westküste der kanadischen Provinz British Columbia. Der Park gehört zu der Gruppe von nur rund 5 % der Provincial Parks in British Columbia, die eine Fläche von 10 ha oder weniger haben.
In der unmittelbaren Nachbarschaft des Parks findet sich mit dem Diana Lake Provincial Park ein weiterer Provincial Park.

## Anlage
Der Park liegt am südlichen Ufer des namensgebenden Prudhomme Lake im North Coast Regional District am Highway 16 (dem Yellowhead Highway). Der Park liegt etwa 22 km südöstlich von Prince Rupert bzw. 125 km westlich von Terrace.
Bei dem Park, der am 1. Juni 1964 eingerichtet wurde, handelt es sich um ein Schutzgebiet der Kategorie II (Nationalpark).
Wie bei allen Provinzparks in British Columbia gilt auch für diesen, dass er lange, bevor die Gegend von europäischen Einwanderern besiedelt oder sie Teil eines Parks wurde, Jagd- und Siedlungsgebiet verschiedener Stämme der First Nations, hier der Tsimshian, war. Archäologische Funde wurden bisher jedoch nicht dokumentiert.

## Flora und Fauna
In British Columbia wird das Ökosystem mit dem Biogeoclimatic Ecological Classification (BEC) Zoning System in verschiedene biogeoklimatische Zonen eingeteilt. Biogeoklimatische Zonen zeichnen sich durch ein grundsätzlich identisches oder sehr ähnliches Klima sowie gleiche oder sehr ähnliche biologische und geologische Voraussetzungen aus. Daraus resultiert in den jeweiligen Zonen dann auch ein sehr ähnlicher Bestand an Pflanzen und Tieren. Innerhalb des Ökosystems von British Columbia wird das Parkgebiet der Coastal Western Hemlock Zone mit der Subzone very wet hypermaritime (CWHvh2), dem immergrünen gemäßigten Küstenregenwald, zugeordnet.

## Tourismus
Der Park verfügt nur über geringe touristische Infrastruktur in Form eines Campingbereiches mit 24 Stellplätzen für Zelte und Wohnmobile. Über besondere touristische Attraktion verfügt der Park nicht.